# 月江いくこ
月江  いくこ（つきえ いくこ、本名: 月江衣公子、1986年3月31日- ）は、競技麻雀の元プロ雀士、元グラビアアイドル。東京都出身。以前は日本プロ麻雀連盟に所属していた。段位は三段。盲牌は苦手。ラクロス元日本代表。天和を2回あがられた。
2018年11月退会。
グラビアアイドルとしては、過去に、山岸伸、居藤タカセの両氏によるプロモートにより、DVDを2枚出した。

## 出演
- 山岸伸の今夜も美人に会わナイト #20（2013年7月5日、ニコジョッキー）[6]
- 女流雀士 プロアマNo.1決定戦 てんパイクイーン シーズン2（テレ朝チャンネル）[7]
- 妻にはショナイで！#14　麻雀でキメたい！ 高宮・月江プロと体験編（2016年6月24日、日テレプラス）[8]
- 女流雀士のノックアウト★マッチ～麻雀・日テレプラス杯2017頂上決戦（2017年10月1日から、日テレプラス）[9]

## 作品
写真集
- 日本プロ麻雀連盟 女流プロ写真集 国士無双 和泉由希子・高宮まり・東城りお・月江いくこ ほか 全13名（2013年12月26日、竹書房）ISBN 9784812497746

DVD
- 月江いくこ/Healing Moon ～グラビア雀士の素顔～(2013年10月18日、日本メディアサプライ)[10]
- 月江いくこ/花鳥風月（2014年2月23日、INTEC Inc）[11]